# مپیلاری
مپیلاری یک سرویس برای به اشتراک گذاری است جمع‌سپاری عکس‌ها برچسب جغرافیایی، توسعه یافته توسط Mapillary AB، واقع در مالمو، سوئد.

## زمینه
بنیانگذاران مپیلاری Jan Erik Solem, Johan Gyllenspetz, Peter Neubauer و Yubin Kuang بودند.
این پروژه در سپتامبر ۲۰۱۳ آغاز شده، با نرم‌افزار آیفون در ماه نوامبر ۲۰۱۳ منتشر شد، به دنبال نرم‌افزار اندروید در ماه ژانویه ۲۰۱۴. منتشر
مپیلاری ۱/۵ میلیون دلار در بودجه سرمایه اولیه از یک گروه از سرمایه گذاران، به رهبری Sequoia Capital در ژانویه ۲۰۱۵ دریافت کرد. در ماه مارس ۲۰۱۶، بودجه اضافی ۸ میلیون دلاری (Atomico, Sequoia, LDV Capital و PlayFair) را برای عملیات گسترش یافته، از جمله استعداد چشم‌انداز کامپیوتری و دفتر سانفرانسیسکو افزایش داد. در بهار ۲۰۱۸، این شرکت ۱۵ میلیون دلار سرمایه‌گذاری به رهبری BMW دریافت کرد من برای سرمایه‌گذاری کل مبلغ ۲۵ میلیون دلار سرمایه‌گذاری می‌کنم.
در سپتامبر ۲۰۱۸، میروریری «همکاری» را با آمازون اعلام کرد تا از پلت فرم تجزیه و تحلیل داده‌های بصری Recognition برای استخراج متن از پایگاه داده‌های گسترده‌ای از مپیلاری از ۳۵۰ میلیون عکس استفاده کند. به عنوان شهرهای بزرگی برای مدیریت موجودات موجود در قلمرو فعلی، اولین پروژه بزرگ، شناسایی نشانه‌های پارکینگ و استخراج متن نشانه برای یک شهر بزرگ آمریکا است که از داده‌ها برای ساخت برنامه پارکینگ برای کمک به صرفه جویی در وقت رانندگان در هنگام جستجو برای پارکینگ استفاده می‌کند. در اکتبر سال ۲۰۱۸، شرکت CNBC فهرست سالانه ۱۰۰ شرکت برتر را به تماشا گذاشت. در ماه نوامبر سال ۲۰۱۸، مپیلاری یک کیت توسعه نرم‌افزاری (SDK) را منتشر کرد، به توسعه دهنده‌های نرم‌افزاری علاقه‌مند به شخص ثالث اجازه می‌دهد تا قابلیت‌های تصویر برداری مپیلاری را در برنامه‌های خود ادغام کنند، و راه را برای کانال‌های ورودی اضافی باز می‌کند.

## امکانات
مپیلاری حالت‌های مختلف ضبط شامل راه رفتن، سوار بودن (دوچرخه یا ماشین) یا پانوراما را ارائه می‌دهد. در تاریخ ۱۰ سپتامبر ۲۰۱۴، مپیلاری اعلام کرد که اکنون از پانوراما و عکسهای حمایتی پشتیبانی می‌کند.
در ماه مه ۲۰۱۴، مپیلاری حدود ۰/۵ میلیون عکس داشت و تا دسامبر ۲۰۱۴ بیش از ۵/۵ میلیون نفر بود. در مارس ۲۰۱۵، ۱۰ میلیون عکس و تا تاریخ ۱۱ ژوئن ۲۰۱۵، مپیلاری بیش از ۲۰ میلیون عکس داشت، و تا ماه اوت بیش از ۳۰ میلیون. در تاریخ ۶ فوریه سال ۲۰۱۶، ماریلی بیش از ۵۰ میلیون عکس داشت.
تصاویر مپیلاری، میلیون‌ها نفر 

## مشارکت داده‌های اصلی
در سال ۲۰۱۸، مپیلاری مجموعه داده‌های اصلی تصویری را از دو بخش حمل و نقل ایالات متحده آمریکا به دست آورد: تقریباً ۵ میلیون تصویر هر کدام توسط وزارت حمل و نقل ورمونت و و وزارت حمل و نقل آریزونا تأمین شده‌است.

## مجوز
تصاویر در مپیلاری را می‌توان در مجوز بین‌المللی Creative Commons Attribution-Share Alike 4.0 (CC-BY-SA) استفاده کرد. مجوز ویژه ای برای جمع‌آوری اطلاعات از عکس‌ها برای کمک به OpenStreetMap و Wikimedia Commons وجود دارد. آهنگ‌های GPX را بدون محدودیت می‌توان مورد استفاده قرار داد، و داده‌های مشتق شده می‌تواند مورد استفاده قرار گیرد با توجه به ODbL.
این مجوز در ۲۹ آوریل ۲۰۱۴ از CC-BY-NC به CC-BY-SA تغییر یافت.

## تحقیق / مجموعه داده‌ها
در ماه مه ۲۰۱۷، مپیلاری زیر مجموعه ای از منبع باز را از مجموعه داده‌های تصویری بسیار گسترده و گسترده‌ای خود، مجموعه داده‌های Vistas ماهواره ای ۲۵۰۰۰ تصاویر در سطح خیابان با حاشیه نویسی پیکسلی، برای کمک به آموزش الگوریتم‌های سیستم خودکار خودروی AI منتشر کرد. با داده‌های ۱۹۰ کشور، آنها آن را به عنوان «بزرگترین و متنوع‌ترین مجموعه داده‌ها برای تشخیص شیء در تصاویر سطح خیابان» توصیف کرده و آن را رایگان برای هر دو محقق دانشگاهی و تجاری، اما مجوز برای ادغام محصول تجاری مورد نیاز است.

## مپیلاری تاسکر
در ماه نوامبر ۲۸، ۲۰۱۷، Mapillary یک ابزار بتا شناخته شده به نام Mapillary Tasker منتشر کرد. نقشهٔ Tasker «یک خالق کار را قادر می‌سازد به دیگر همکاران که در آن نیاز به کمک و چه چیزی باید انجام شود، به دیگر همکلاسی ها» از سوی دیگر، همکاران می‌توانند از طریق وظایف مختلف ذکر شده در بتا مرتباً مرتب شوند و در هر پروژه ای جالب و قابل اجرا باشند.
این وظایف می‌توانند از «تکمیل پوشش، ویرایش نقشه بر اساس تصاویر و تأیید تشخیص ابعاد» فاصله بگیرند و از میان ضبط، ویرایش نقشه و وظایف تأیید در ابزار واقعی جدا شوند. به عنوان یک یادداشت جانبی، به دلیل اینکه این ابزار در حال حاضر در بتا است، کاربران باید درخواست‌های خود را به عنوان مدیران ماریگری بررسی کنند، نه اینکه خود را برای پست کردن هر کاری که می‌خواهید کمک کنید.